# インポスター症候群
インポスター症候群（インポスターしょうこうぐん、英: Impostor syndrome、インポスター・シンドローム）は、自分の達成を内面的に肯定できず、自分は詐欺師であると感じる傾向であり、一般的には、社会的に成功した人たちの中に多く見られる。ペテン師症候群（ペテンししょうこうぐん）、もしくはインポスター体験（インポスターたいけん、impostor experience）、詐欺師症候群（さぎししょうこうぐん、fraud syndrome）とも呼ばれる。
この言葉は、1978年に心理学者のポーリン・R・クランスとスザンヌ・A・アイムスによって命名された。この症候群にある人たちは、能力があることを示す外的な証拠があるにもかかわらず、自分は詐欺師であり、成功に値しないという考えを持つ。自分の成功は、単なる幸運やタイミングのせいとして見過ごされるか、実際より能力があると他人を信じ込ませることで手に入れたものだと考える。インポスター症候群は、特に社会的に成功した女性に多いとする研究もある。

## 背景
インポスター症候群は、特定の出来事や外因に対する反応だと研究されている。精神障害と認識されているわけではないが、多くの心理学者の研究の対象になっている。従来、それは誰もが持つ傾向であると考えられていたが、最近の研究によると、特定の状況に対する反応であるともいわれている。この症候群にある人の中には、自分が詐欺師であるという感情をより強固に感じる人もいるが、精神病的傾向を表す尺度を用いた調査によれば、それは特定の個人のみに現れる特徴ではない。
インポスター症候群という言葉が最初に使われたのは、ポーリン・R・クランスとスザンヌ・A・アイムスの研究においてであり、社会的に成功した女性の多くが、自分を賢いと思わず、他人から過大評価されていると考えていることを明らかにした。インポスター症候群は、別名インポスター体験とも呼ばれるが、これはクランスの提案によるもので、彼女は後に「もし最初からやり直せるなら、私はインポスター体験と名付けただろう。それは症候群や精神障害ではなく、誰もが経験するものだからだ」と述べている。用語を変えることで、自分の経験を特別なものと見なさず、より正しい理解ができるようになるとしている。

## 成功者に見るインポスター症候群
アイムスとクランスは、インポスター症候群にある高いキャリアを持つ女性の中に、いくつかの共通点を見つけた。
勤勉さ
能力の高い人々は、自分が偽物であると人から思われたくないがために、熱心に働く傾向がある。その勤勉さの結果、人から賞賛を受けたり、成功につながるのだが、それがますます自分に対する偽物意識を高め、人から目立つことを恐れる。彼らは通常の人の2倍から3倍量働き、準備をし過ぎたり、詳細に至るまで考え詰めたりするので、燃え尽き症候群や睡眠不足に陥る。
偽物であるという感情
インポスター症候群にある人は、自分の上司や監督係の求める答えを察知し、それを伝えることが出来るため、自分が偽物であるという感情に拍車をかける。自分に能力があるという証拠や、自分がインポスター症候群に陥っていることを示されれば、自分に対する疑いはさらに強まる。
魅力の’誤用’という認識
能力のある女性は、直感的な理解と魅力をしばしば用い、上司から認められたり、上司の能力を補強することに使う。その結果、上司から賞賛を受けたとしても、それは自分の能力が評価されたのではないと考える。
実力を隠す傾向
偽物であると言う感情を促進させる理由に、症候群にある人たちは、自分の能力を隠そうとする傾向が考えられる。自分の能力や知性を見せたら人から嫌われると考え、自分は賢くなく、成功にも値しないと自分を信じ込ませている。
研究は主として女性を対象にしているが、最近では男性にも同程度のインポスター症候群があるといわれている。加えて、オリジナルの研究チームにいたクランス自身も、この症候群は男性にも同程度認められるとしているが、男性の場合、女性とは異なる反応を示すと述べている。

## 有色人種の学生
インポスター症候群に陥りがちな人たちとして、一般的に過小評価される人種や文化を持つ有色人種の学生のケースがある。インポスター体験に関する研究は、自分にとってふさわしくないと考える分野での実力を発揮したグループに対して行われてきた。同様に有色人種の学生は、自分が高等教育機関で学ぶ資格を持たないと考え、これがインポスター体験を誘発している。
2013年にテキサス大学で行われた実験によると、文化的マイノリティの学生は、大学生活で自分が偽物であるという感情を抱きやすいことを示した。関連する研究では、これらの学生はメンタルヘルスの問題を抱えることがあり、彼らにとってインポスター体験は非常に危険な兆候であるとしている。自覚がない場合、彼らは不安やストレス、抑うつに苦しむことになる恐れもある。こうした学生は、「しばしば最もエネルギッシュで、賢く、勤勉な学生である」ため、彼らの抱えるインポスター感情が表面化しにくいことも状況を悪化させる一因となっている。
一方、インポスター体験は、キャリアの道においては健康な反応であり、有益であると考える研究者もいる。これは、「誰もがコンフォートゾーンを持つが、成長とはそこから一歩踏み出した時に起こる」という考えから派生している。
以下に挙げるのは、インポスター体験を克服するための提案である。
- 自分自身に優しくする
- サポートを求める／自分の感情を人に話す
- 自分の挙げた成果に関して、「どうせ」「ただの」という表現を使わない
- 間違いと思われることに対しても、謝罪しない

(1) インポスター症候群がどのように現れるかは、個人で異なる。以下に挙げるのは、その一般的症状である。
- 完璧主義
- 働き過ぎ
- 自分の成果に対する過小評価
- 失敗に対する恐れ
- 賞賛を認めない

(2) インポスター体験は、以下のような考えとして現れる。
“失敗はできない”
“自分の実力じゃない”
“運がよかっただけだ”
(3) インポスター体験は、誰にでも起こりうる現象である
“私はこれまでに11冊の本を書きましたが、その度ごとに、「ああ、これで私がみんなを騙していたことが、ばれてしまう」と考えました” —　作家マヤ・アンジェロ

## インポスター症候群の広まり
1980年代前半の心理学的調査では、社会的に成功した5人のうち2人が自分を偽物であると感じており、別の調査では全体の70%が一度以上感じたことがあるとされた。それは精神障害ではなく、精神障害の診断と統計マニュアルによって規定されるものでもない。
インポスター症候群を経験したと言われる人々には、アカデミー賞受賞俳優のトム・ハンクス、脚本家のチャック・ロリ、ベストセラー作家のニール・ゲイマン、作家のジョン・グリーン、コメディアンのトム・クーパー、ビジネスリーダーのシェリル・サンドバーグ、アメリカ最高裁判所長のソニア・ソトメイヤー、そして女優のエマ・ワトソンがいる。
- 70％の人々が、人生で少なくとも一度はインポスター症候群を経験する[22]。
- インポスター症候群は、性別で限定されない現象である[2]。

## 人口統計
インポスター症候群は、特に高いキャリアを持つ人々に共通すると言われる。また、この症状に苦しむグループとして多く挙げられるのは、アフリカ系アメリカ人である。マイノリティに属する人たちはアファーマティブ・アクションによって優遇されるため、自分が評価されるのは能力やスキルがあるからではないとは考える傾向がある。 インポスター症候群は、大学院卒業生にも多く見られる。

## マネジメント
インポスター症候群は正式な精神障害ではなく、スタンダードな定義を持たないため、治療方法についても明確な合意がない。この症状は世界中の人口の約70%が経験するといわれるが、その多くは認識されていない。自覚がない場合、この症候群にある人は、不安やストレス、自尊心の低さ、抑うつ、恥ずかしさ、疑いなどに苦しむ。インポスター症候群に陥る人は、極端な失敗や間違い、他人からの否定的意見を恐れる傾向があり、それが発覚するのを避け、新しい経験や探求に飛び込む勇気を制限してしまう。
インポスター症候群を緩和するマネジメント方法は、数多く存在する。最も顕著なものは、キャリアの早い段階から、このトピックについて他人と話し合うことである。経験者がメンターとなれば、インポスター症候群が現れやすい状況について自らの経験を交え、語ることができる。インポスター症候群を経験する人の多くが、他にも同じ体験をする人がいることに気付かない。自らの状況や感情について話すことができれば、孤独を感じなくなる。インポスター体験について考えることは、その重責を克服するカギにもなる。自分が達成したことやポジティブな感想、成功体験についてのリストを作ることも、インポスター症候群を緩和する。自分のパフォーマンスについて感想を述べ、インポスター症候群について話し合うことを日ごろから行うことは、それを克服するための必須の策となる。

## 行政の支援
福井県の鯖江市は、国際連合の「持続可能な開発目標(SDGs)」の理念に賛同し、「JK課」を設置するなど、女性活躍に力を入れている。鯖江市は、SDGsの1つである「ジェンダー平等の実現」の阻害要因として、自己を過小評価して挑戦を諦めてしまうインポスター症候群の女性の存在があると考え、認定NPO法人「国連の友アジアパシフィック」及び脱毛サロン運営企業「ヴィエリス」と協力し、インポスター症候群の女性をゼロにする運動を2019年から開始した。初年度は実態調査を実施する予定となっている。